# 二氯化一氯五氨合铑(III)
二氯化一氯五氨合铑(III)是一种无机化合物，化学式为[RhCl(NH3)5]Cl2。这种黄色固体是矿石中纯化铑的中间产物。
由X射线晶体衍射得出，该化合物包含了八面体形分子构型的[RhCl(NH3)5]2+和两个Cl−离子。它由三氯化铑和氨在乙醇中反应得到。